# Carla Barzotti
Carla Vanessa Barzotti Martens (Lima, 10 de septiembre de 1970) es una actriz, modelo y presentadora peruana. Es más conocida por los roles estelares de la villana Gabriela en Malicia, de Jossie de la Jara en Escándalo y de la villana Alicia en Todo sobre Camila.

## Biografía

### Primeros años
Nacida en Lima en 1970. Es la hija de Humberto Barzotti y Lidia Martens.

### Carrera
En 1991, participa en el certamen de belleza Miss Perú, en el cual queda en tercer lugar. Luego de ello pasa un tiempo en Milán, Italia; y al regresar, Julián Legaspi, su pareja en ese entonces la lleva a incursionar en el mundo de la actuación. Iniciándose en la telenovela Pirañitas: escuela de la calle.
En el año 1995, participa en la telenovela Malicia interpretando a Gabriela en un papel antagónico compartiendo roles con Renato Rossini, Gianella Neyra, Christian Meier, Julián Legaspi, Sonia Oquendo, Daniela Sarfati y Leslie Stewart. En ese mismo año, la revista Caretas la eligió como "Modelo latina" en la categoría "Mejor cuerpo".
En 1997, participa en la telenovela Escándalo interpretando a Jossie de la Jara, compartiendo roles con la argentina Lorena Meritano, con Salvador del Solar y nuevamente con Christian Meier y Leslie Stewart.
En 2003, regresa a las telenovelas en Todo sobre Camila producida por Venevisión e Iguana Producciones interpretando a la malvada Alicia compartiendo roles con la venezolana Scarlet Ortiz, el argentino Segundo Cernadas y Bernie Paz. Al siguiente año, tiene una participación especial en la telenovela Tormenta de pasiones. 
Durante el año 2005, trabaja en la telenovela argentina Amor en custodia de Telefé, junto al uruguayo Osvaldo Laport. Una vez terminada la telenovela, se aleja temporalmente de la actuación.
En 2010, regresa a la televisión participando en dos reality show del programa Magaly TeVe. En noviembre de 2010, firma un contrato con el canal Frecuencia Latina para conducir Amor, Amor, Amor, junto a Rodrigo Gonzáles y Sofía Franco.
En el 2011, ingresa al canal Panamericana Televisión para conducir un futuro proyecto; sin embargo, tras diferencias con el equipo administrativo se retira y termina su contrato con el canal y posteriormente es contratada por América Televisión para conducir en un backstage sobre una secuencia del programa Habacilar. A fines de año, participa en la miniserie Gamarra como Lorelei Barjuch, una modelo y profesora de una academia de modelaje quien se enamora del villano principal de la historia: Oliverio Barrientos (Lucho Cáceres).
En 2017, regresa a la televisión en la primera temporada de la teleserie De vuelta al barrio de América Televisión en donde interpreta a Zulema Espantoso, la madre de Ninfa del Río (Milett Figueroa).
En 2023, participa como invitada especial en la décima temporada de Al fondo hay sitio interpretando a Cassandra, una vidente y tarotista que le brinda ayuda y orientación a Alessia Montalbán (Karime Scander) y a Macarena Montalbán (María Grazia Gamarra) sobre sus respectivos futuros.

### Otras actividades
En 2012 se presentó en el Congreso de la República como asesora en el Programa de Profundización Financiera junto a su socia Rocío Zumarán. Barzotti reconoció haber trabajado como consultora por seis meses.

## Filmografía

### Televisión

#### Series y telenovelas
- Al fondo hay sitio (2023) como Cassandra. (rol de invitada especial).[13]
- De vuelta al barrio (2017) como Zulema Espantoso Ramírez de Del Río (rol recurrente).[9]
- Gamarra (2011–2012) como Lorelei Barjuch Gaviria (rol principal).[14][8]
- Detrás del crimen (2006) como Jacqueline «Jackie» Beltrán (un episodio) (rol antagónico principal).[15]
- Amor en custodia (2005) como Úrsula Quiñones (rol recurrente).
- Tormenta de pasiones (2004–2005) (rol de invitada especial).
- Todo sobre Camila (2002–2003) como Alicia García (rol antagónico principal).
- Escándalo (1997) como Jossie de la Jara (rol principal).
- Juego con fuego (1996) (rol principal).
- Malicia (1995) como Gabriela (rol antagónico principal).
- Pirañitas: escuela de la calle (1994) (rol recurrente).

#### Programas
- Arriba mi gente (2023) Invitada especial.
- Porque hoy es sábado con Andrés (2021) Invitada especial.[1]
- La noche es mía (2017) Invitada especial.
- Combinado (2017) Invitada especial.[16]
- Cuéntamelo todo (2017) Panelista invitada.
- Habacilar: Amigos y rivales (2011) Conductora de backstage.
- De boca en boca (2011) Conductora.
- Amor, amor, amor (2010–2011) Conductora.
- Vidas extremas (2011) Colaboradora.
- Magaly TeVe: La casa Rústica de Magaly (2010) Participante.
- Magaly TeVe: El gran chongo (2010) Participante.[8]
- Baila con las estrellas (2006) Participante.

## Otros medios

### Teatro
- Monólogos desde el útero (2017).
- Preciosas malditas (2008).[2]
- Baño de damas (2005) como Cloe Castro.
- Baño para mujeres (1996).
- 40 kilates (1994).

### Revistas
- Vea (1999) como Modelo de portada.

## Eventos

### Certámenes de belleza
- Miss Perú 1991 (1991) como Concursante (tercera finalista).

## Distinciones
- «Mejor modelo latina» (1995) por Caretas.[3]

## Premios y nominaciones
| Año  | Premio                   | Categoría    | Resultado | Ref. |
| ---- | ------------------------ | ------------ | --------- | ---- |
| 1996 | Premios La modelo latina | Mejor cuerpo | Ganadora  |      |